# لباس فروي

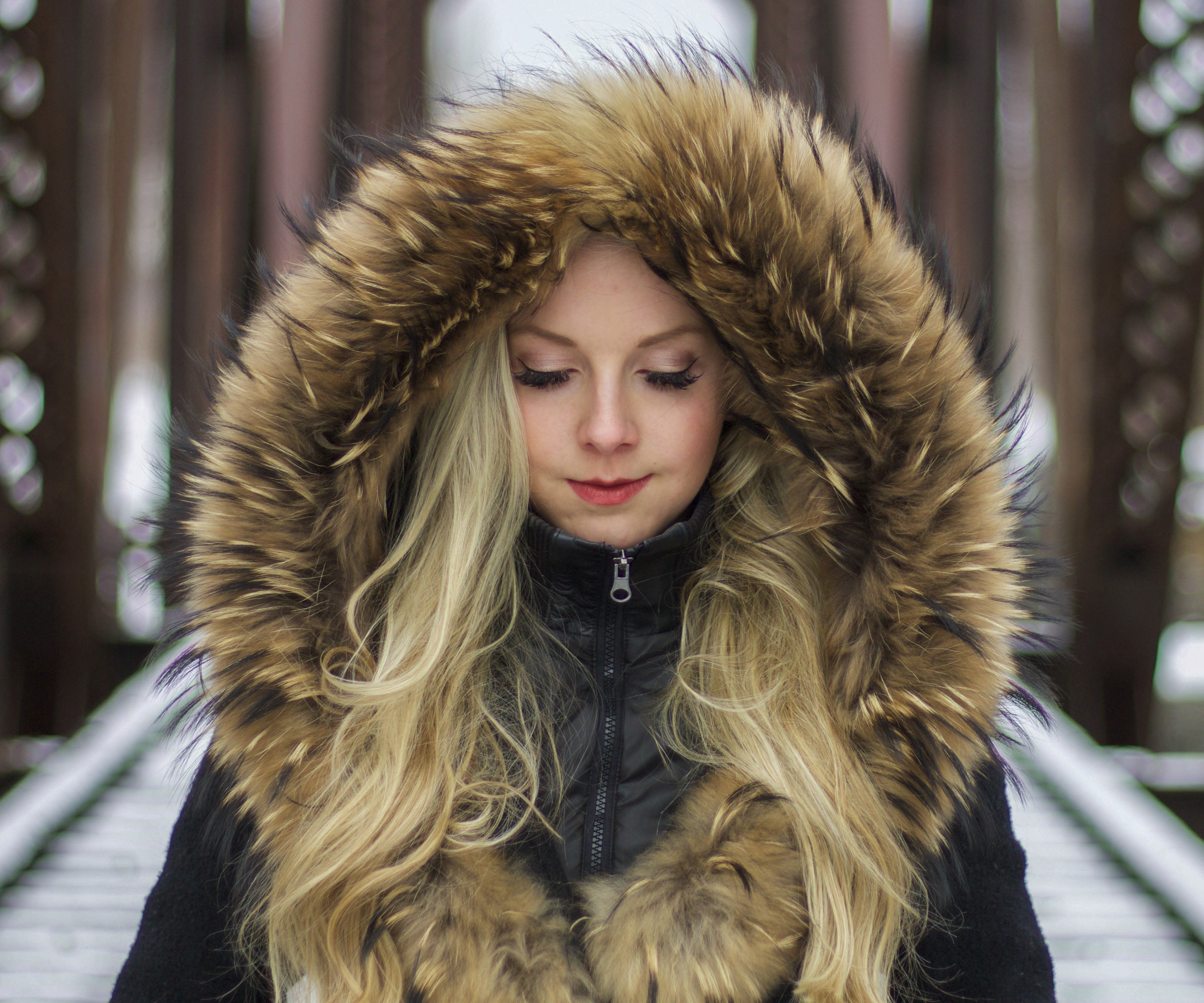
قبعة ذات فروٌ من كلب راكوني

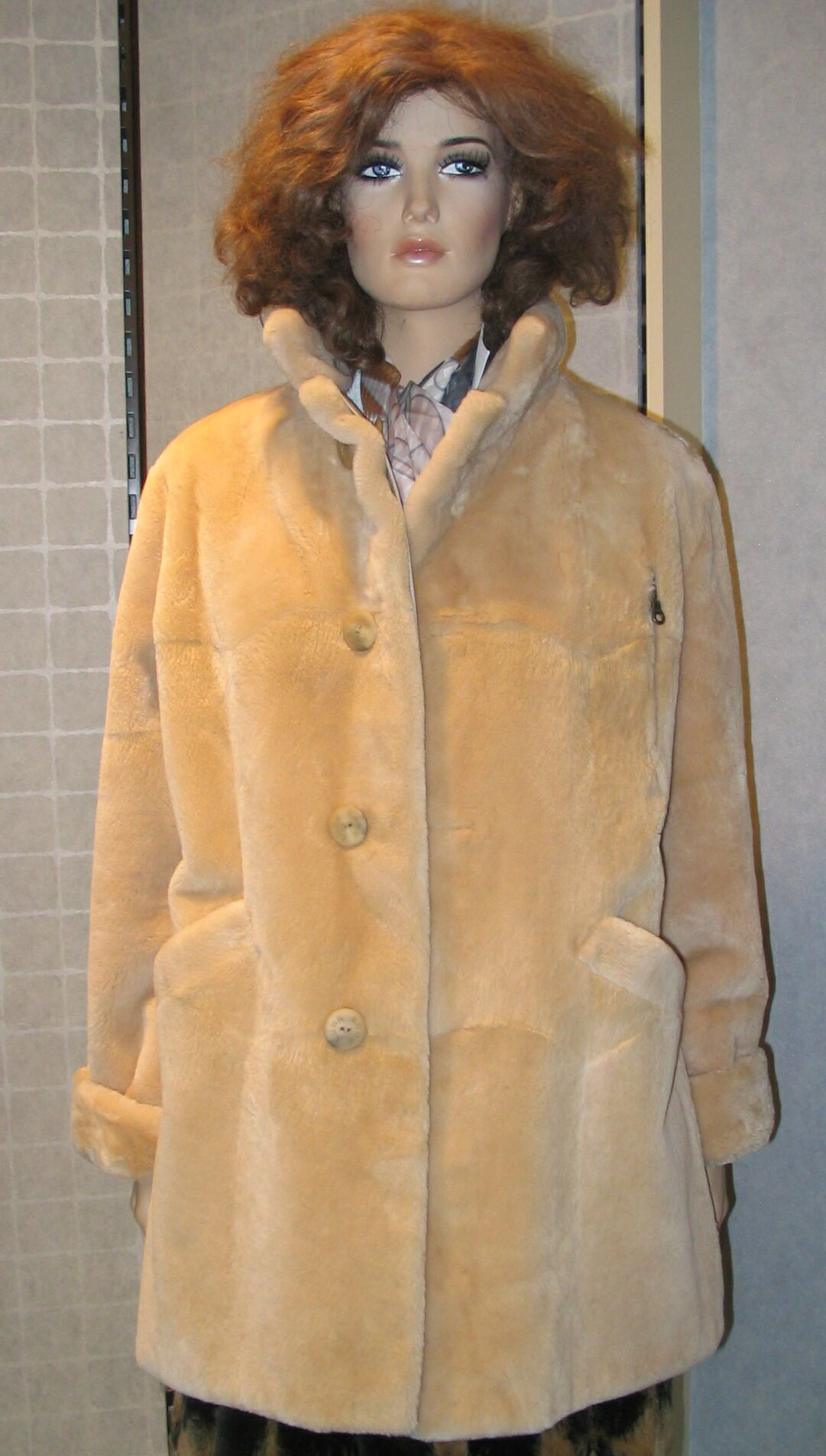

الملابس الفرويّة أو الأثواب المفراة (واحدته: ثوبٌ مُفرَّى) هي ملابس مصنوعة من جلود الثدييات المحفوظة وفرائها. الفرو هو أحد أقدم أشكال الملابس ويُعتقد أن الناس استخدمته قبل ما لا يقل عن 120 ألف عام. يُسمى متعهد الفراء وصانعها الفرَّاء.